# ليه ديكسون
ليه ديكسون (بالإنجليزية: Les Dixon)‏ هو رسام كارتون أسترالي، ولد في 25 يوليو 1910 في سيدني في أستراليا، وتوفي في 1 ديسمبر 2002 في سنترال كوست في أستراليا.